# Grzegorz Gabor
Grzegorz Jan Gabor (ur. 25 listopada 1966 w Toruniu) – polski matematyk, zajmujący się metodami topologicznymi w analizie matematycznej.

## Życiorys
W 1985 roku ukończył V Liceum Ogólnokształcące w Toruniu. Następnie podjął studia matematyczne z zakresu analizy matematycznej na Uniwersytecie Mikołaja Kopernika w Toruniu, które ukończył w roku 1990. Siedem lat później obronił doktorat zatytułowany Punkty stałe odwzorowań wielowartościowych podzbiorów przestrzeni lokalnie wypukłych. Rozprawę habilitacyjną zatytułowaną Metody topologiczne w badaniu wiabilnych rozwiązań inkluzji różniczkowych obronił w roku 2007.
W latach 2000–2001 pracował na Uniwersytecie w Breście. Obecnie pracuje w Katedrze Nieliniowej Analizy Matematycznej na Wydziale Matematyki i Informatyki, którego do roku 2012 był również prodziekanem ds. studenckich.